# Hernán Büchi
Hernán Alberto Büchi Buc (pronunciación en alemán: /ˈby:çi/) (Iquique, 6 de marzo de 1949) es un ingeniero civil de minas y asesor económico chileno-suizo.
Fue ministro director de la Oficina de Planificación Nacional, entre 1983 y 1984, y luego ministro de Hacienda, desde 1985 hasta 1989, durante la dictadura militar de Augusto Pinochet. En el marco de la transición a la democracia, fue candidato presidencial del conglomerado de derecha Democracia y Progreso en la primera elección democrática luego del golpe de Estado de 1973. 
Actualmente se desempeña como profesor y presidente del consejo directivo de la Universidad del Desarrollo (UDD), y como miembro del directorio de algunas de las principales empresas de su país, entre ellas SOQUIMICH habiendo sido director y/o vicepresidente en alternados periodos de tiempo desde 2005 a 2016 y en relación con la sociedad  primero como independiente, controlador y luego no independiente.

## Primeros años de vida
Es hijo de Hernán Alberto Büchi Guzmán, inmigrante suizo-alemán y de María Buc Valjalo, de origen croata.
Büchi cursó sus estudios secundarios en el Instituto Nacional General José Miguel Carrera y posteriormente ingresó a la Universidad de Chile graduándose como ingeniero civil de minas, obteniendo en 1975 un MBA en la Universidad de Columbia (Estados Unidos), lo que le diferenciaba en formación de los denominados Chicago Boys, egresados de la Pontificia Universidad Católica de Chile y graduados como economistas en la Universidad de Chicago, aunque sus ideas eran coincidentes. Está casado con María Eleonora Urrutia.

## Carrera pública durante la dictadura militar
En 1975 Hernan Büchi comenzó su carrera en la administración durante la dictadura militar como consejero económico del Ministro de Economía, Pablo Baraona y como Director suplente de las empresas estatales Industria Azucarera Nacional y Compañía de Teléfonos de Chile, esta última desde 1978.[cita requerida]
En 1979, fue designado asesor del Ministerio de Economía. Desde esa cartera colaboró con el ministro del Trabajo y Previsión Social José Piñera Echenique, padre del sistema privado de pensiones (llamado "sistema de las AFP"). Buchi participó activamente en la comisión técnica de la Reforma Previsional y ha descrito así la importancia de esta reforma:[cita requerida]

El sistema de AFP es una de las reformas más importantes realizadas en las últimas décadas. No sólo aceleró el crecimiento de la economía, aumentó la tasa de ahorro y el empleo, sino también generó un sistema que financiará a las personas cuando hayan dejado de trabajar. El mercado de capitales en Chile se ha desarrollado extraordinariamente, más de 40 veces en volúmenes de transacción desde 1981 hasta ahora. Con los fondos de pensiones se financian las viviendas de los trabajadores, buena parte de las concesiones y las obras del Metro.

Por otra parte, algunos economistas mencionan que las AFP no cumplirán la meta con la cual fueron creadas al inicio. Una parte importante de los trabajadores no alcanzará a autofinanciar su pensión, equivalente al mínimo garantizado. Y, en muy corto plazo, el Estado deberá subsidiar más de la mitad de las pensiones.[cita requerida]
Sin embargo, nadie se ha retirado con una vida llena de trabajo en el sistema AFP, ya que el sistema es de sólo 30 años de edad. La primera generación de trabajadores que se jubilan en el sistema AFP de cuentas personales de jubilación (CPJ) lo hará alrededor de 2020-2025. El único parámetro que originalmente era "publicidad" era un tipo del 4% de rendimiento real, sólo como referencia (ya que es el retorno resultante no, un prometido).

### Subsecretario de Salud y Ministro de Odeplan

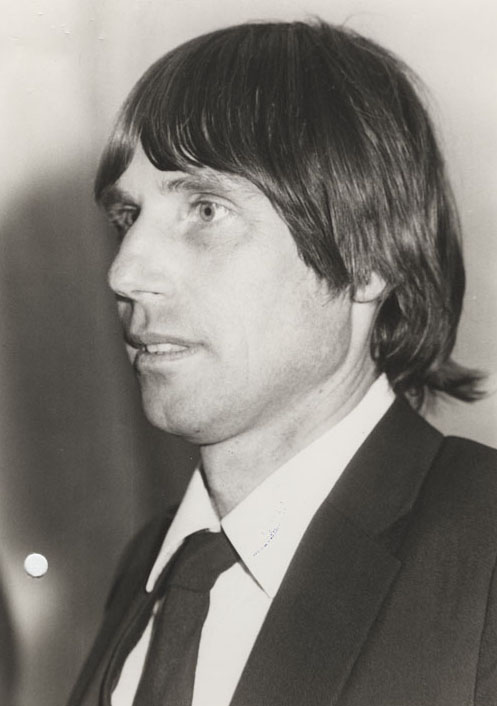
Hernán Büchi en 1983.

En 1981 fue nombrado Subsecretario de Salud y reglamentó el sistema de salud privada (llamado "sistema de Isapres"). También fue designado Presidente de Endesa, siendo partícipe de la división de la empresa en filiales, considerada por sus opositores como un paso previo a la privatización final del sector.
Luego de su paso por la Subsecretaría de Salud, fue designado Ministro de ODEPLAN el 10 de agosto de 1983. Tras la crisis de 1983 fue designado como Superintendente de Bancos e Instituciones Financieras el 8 de mayo de 1984.

### Ministro de Hacienda
El 12 de febrero de 1985 fue designado como Ministro de Hacienda, en reemplazo de Luis Escobar Cerda. Su nombramiento implicaba una vuelta a los principios liberales implantados por los Chicago Boys, que habían sido temporalmente abandonados durante la gestión de Escobar (de tendencia keynesiana).
Se le considera el autor del segundo milagro económico chileno (el primero sería el «boom» de finales de los setenta).[cita requerida] Para cuando Büchi accedió al Ministerio de Hacienda, la parte más crítica de la crisis de 1982 había pasado
- Fuerte reducción del gasto en el sector público, con medidas como rebajar el gasto social, despido de profesores y reducción de las jubilaciones que recibían los ancianos.
- Favorecimiento de la inversión y reducción de cargas fiscales a las empresas para generar empleo con una sustancial reducción de impuestos directos e indirectos, bajando el IVA en un 2 %.[cita requerida]
- Fuerte devaluación del peso respecto al dólar. De esta manera, con el dólar alto, se favorecían las exportaciones y se restringían las importaciones.
- Privatizaciones de empresas que seguían siendo estatales: empresas del acero (CAP), eléctricas (ENERSIS, ENDESA), comunicaciones (ENTEL, CTC), azúcar (IANSA), LAN Chile, Laboratorios Chile y otras. En el periodo en el que Büchi fue ministro de Hacienda, Chile experimentó un proceso privatizador sin parangón en Latinoamérica hasta entonces.
- Control de las tasas de interés por el Banco Central y ya no por el mercado.
- Descenso controlado de los aranceles.

En su primer informe de la hacienda pública, planteando su postura económica, indicó que:[cita requerida]

La política económica es necesaria para orientar correctamente el esfuerzo de ahorro e inversión. La experiencia nos ha enseñado la importancia de una adecuada regulación de las variables macroeconómicas, ya que sin ella el mercado se desorienta y los ahorros se malgastan o fluyen al exterior, en tanto que la inversión se canaliza hacia operaciones improductivas o especulaciones

El resultado de su gestión fue el retorno al liberalismo económico que implantaron los Chicago Boys. El producto de su gestión fue reconocido como positivo incluso por algunos opositores al régimen, que aún hoy siguen usando el modelo libre mercadista según como lo aplicaba Büchi, en sus grandes rasgos.[cita requerida]

### Candidato presidencial
Tras la victoria del «No» en el plebiscito de 1988, según la Constitución Política promulgada por la dictadura militar en 1980, al año siguiente debían convocarse elecciones libres,  en las cuales elegirían tanto al primer presidente democrático como un nuevo Congreso Nacional.[cita requerida]
El 12 de julio de 1989, la Unión Demócrata Independiente presentó como candidato a Hernán Büchi, contando con el apoyo del otro partido de centro-derecha, Renovación Nacional, así como del Partido Democracia Radical. El lema de la campaña era: «Büchi es el hombre». Sin embargo, en mayo de 1989, Büchi afirma sufrir una terrible «contradicción vital» y renuncia a la campaña, con lo que Renovación Nacional propone entonces de nuevo a su candidato original, Sergio Onofre Jarpa, ministro de Interior durante el dictadura militar, que había retirado inicialmente su candidatura para apoyar a Büchi. En julio, Büchi cambia de nuevo de opinión, afirmando haber superado sus dudas y reasume la candidatura de la derecha, pero el daño estaba hecho. El 9 de octubre de ese año, Büchi y Aylwin participaron en el primer debate presidencial en la historia de Chile.
Tal como auguraban los sondeos, el candidato de la Concertación de Partidos por la Democracia Patricio Aylwin resultó elegido, con un 55,2 % de los votos. Büchi obtendría el 29,4 % (en tanto que el empresario y candidato de la Unión de Centro Centro, Francisco Javier Errázuriz, obtenía un 15,4 %).

## Carrera empresarial
Después de su derrota electoral se retiró a la vida privada, sin volver a intervenir activamente en política. A partir de 1990 ha prestado asesoría a diversos gobiernos de América Latina, Europa oriental y Asia en el diseño y manejo de política económica.
En 1990 fundó el Instituto Libertad y Desarrollo, cuyo objetivo es el análisis de los asuntos públicos promoviendo principios clásicos liberales, asumiendo la presidencia de su directorio y la dirección del Centro de Economía Internacional. Entre 1992 y 1994 fue miembro de la Comisión Política de la Unión Demócrata Independiente.
Desde 1994 es presidente de la empresa alimenticia Lucchetti, propiedad del Grupo Luksic. En el mismo grupo también se ha desempeñado como director de la empresa manufacturera de metales Madeco y del holding Quiñenco. En su gestión al mando de Luchetti ha debido afrontar el cierre de su filial en Argentina, junto al polémico cierre de su planta de fideos en Perú que involucró al exasesor de inteligencia peruano Vladimiro Montesinos.
Desde 2000 se desempeñó también como Vicepresidente de la Sociedad Química y Minera de Chile (SOQUIMICH), hasta que en marzo de 2016 presentó su renuncia a la mesa.
Además ha trabajado junto a los directorios de diversas empresas de su país, como Consorcio Financiero, P&S, Falabella, COPESA, Parque Arauco y Metalpar.
En agosto de 2014 lanzó el medio digital de derecha El Líbero, del cual es copropietario junto a Gabriel Ruiz-Tagle y al abogado José Antonio Guzmán.
En 2022 fue acusado por la Fiscalía Nacional Económica de realizar interlocking horizontal, ejerciendo simultáneamente como director de Consorcio, Falabella, y Banco de Chile. En dicha oportunidad Falabella optó por un acuerdo, retirando al exministro de su directorio. Falabella se comprometió a pagar $1.2 millones como beneficio fiscal a la FNE.

## Historial electoral

### Elección presidencial de 1989
- Elección presidencial de 1989 para la presidencia de la República[14]

| Candidato                           | Pacto                 | Partido       | Votos     | %     | Resultado  |
| ----------------------------------- | --------------------- | ------------- | --------- | ----- | ---------- |
| Patricio Aylwin Azócar              | Concertación          | PDC           | 3 850 571 | 55,17 | Presidente |
| Hernán Büchi Buc                    | Democracia y Progreso | Independiente | 2 052 116 | 29,40 |            |
| Francisco Javier Errázuriz Talavera | Independiente         | Independiente | 1 077 172 | 15,43 |            |

## Obra escrita
Es autor de los siguientes libros:
- La transformación económica de Chile (El modelo del progreso) (Ediciones El Mercurio-Aguilar, 2008), ISBN 9789562395694
- Reflexiones sobre la cuestión constitucional, junto con Axel Kaiser (Ediciones Libertad y Desarrollo, 2020), ISBN 9789567183982